# Павловка (Белокуракинский район)
Па́вловка (укр. Павлівка) — село, относится к Белокуракинскому району Луганской области Украины.

## История
Слобода являлась центром Павловской волости Старобельского уезда Харьковской губернии Российской империи.
Население по переписи 2001 года составляло 1160 человек.

## Местный совет
92222, Луганська обл., Білокуракинський р-н, с. Павлівка  (укр.)